# Березовий гай (картина Левітана)
«Березовий гай» (рос. «Берёзовая роща») — картина російського художника Ісаака Левітана (1860—1900), написана в 1885—1889 роках. Картина є частиною зібрання Державної Третьяковської галереї (інв. 15511). Розмір картини — 28,5 × 50 см.

## Історія і опис
Від початку роботи над картиною до її завершення пройшли чотири роки. Левітан задумав цю картину й почав роботу над нею в Підмосков'ї, коли він проводив літо 1885 року в садибі Кисельових «Бабкіно», яка знаходиться на річці Істрі, неподалік від Нового Єрусалиму. А закінчував Левітан цю картину в 1889 році, будучи в Пльосі — невеликому місті, розташованому на правому березі Волги, куди художник приїжджав протягом трьох років, з 1888 по 1890 рік, і де він створив багато відомих картини. У XIX столітті Пльос належав до Костромської губернії, а в XX столітті увійшов до Приволзького району Івановської області. Пльоський березовий гай, який обрав Левітан, був розташований на околиці міста, неподалік від цвинтарної церкви під назвою «Пустинка». Художник прийшов туди з картиною, розпочатої в Підмосков'ї, й зрештою завершив її.
Картина побудована на грі світла й тіні на березових стовбурах, а також на свіжій зеленій траві й листях дерев. Це досягається використанням широкої гами відтінків зеленого кольору, а також виразних можливостей фактури, так що створюється враження сяйва і випромінювання оптимістичній енергії. Зображуючи сонячні відблиски на деревах, переходи й вібрацію кольору, художник частково використовує прийоми імпресіоністського живопису.

## Відгуки
Мистецтвознавець Володимир Петров писав: 
|  | Цікаво порівняти «Березовий гай» Левітана з аналогічною картиною Архипа Куїнджі, яка користувалася тоді широкою популярністю у російської публіки. Якщо Куїнджі сприймає світло сонця, як величне, незбагненне, яке тягне за собою до себе людину, фізичне явище, то Левітан дивиться на світ, маючи в основі ставлення до природи якийсь психологічний модуль людяності. Берізки є в його картині не тільки згустками світла й кольору, запаленими потоком сонячних променів, але й найбільш веселими і світлолюбними з дерев, усміхненими назустріч сонцю й такими, що живуть, як і всі навколо них, своїм життям, душевно близьким художнику |

А художник Борис Йогансон відзначав: 
|  | Самий факт можливості роботи над пейзажем, таким невеликим, протягом декількох років, з перервами, знову поверненнями до цієї теми і збереженням при такій тривалій роботі безпосередності відчуття і такої чарівної свіжості самого живопису мене дуже здивував, і до сих пір я не перестаю дивуватися цій досконалості, цього діаманту навіть у творчості Левітана. На перший погляд картина «Березовий гай» не полонить нас якоюсь особливою композицією, якоюсь витонченістю композиційного порядку, але якщо ми вдивимося глибше й уважніше, то побачимо, що композиція незвична, незвичайна. Все здається випадково побаченим, але насправді це дуже продумана, блискуче організована й дуже складна композиція … |